# Vincent Valery
Vincent Valery (ur. 10 czerwca 1984) – francuski snowboardzista. Nie startował na igrzyskach olimpijskich. Jego najlepszym wynikiem na mistrzostwach świata w snowboardzie było 4. miejsce w snowcrossie na mistrzostwach w Arosa. Najlepsze wyniki w Pucharze Świata w snowboardzie osiągnął w sezonie 2007/2008, kiedy to zajął 28. miejsce w klasyfikacji generalnej, a w klasyfikacji snowcrossu był siódmy.

## Sukcesy

### Mistrzostwa Świata
| Miejsce | Dzień       | Rok  | Miejscowość | Konkurencja    | Zwycięzca        |
| ------- | ----------- | ---- | ----------- | -------------- | ---------------- |
| 35.     | 16 stycznia | 2005 | Whistler    | Snowboardcross | Seth Wescott     |
| 4.      | 14 stycznia | 2007 | Arosa       | Snowboardcross | Xavier de Le Rue |

### Puchar Świata

#### Miejsca w klasyfikacji generalnej
- 2001/2002 - -
- 2003/2004 - -
- 2004/2005 - -
- 2005/2006 - 61.
- 2006/2007 - 117.
- 2007/2008 - 28.
- 2008/2009 - 151.
- 2009/2010 - 105.

#### Miejsca na podium
1. Saas-Fee – 30 października 2004 (Snowcross) - 3. miejsce
2. Valmalenco – 12 marca 2008 (Snowcross) - 3. miejsce
3. Stoneham – 19 marca 2008 (Snowcross) - 3. miejsce